# 伊爾瑟河 (威悉河支流)
52°01′40″N 9°25′50″E / 52.027849°N 9.430417°E
伊爾瑟河（德語：Ilse），是德國的河流，位於該國西北部，由下薩克森州負責管轄，屬於威悉河的右支流，河道全長10公里，河口處在埃默塔爾附近。